# Bajna
Bajna ist eine ungarische Gemeinde im Kreis Esztergom im Komitat Komárom-Esztergom.

## Geografische Lage
Bajna liegt auf halber Distanz zwischen den Städten Esztergom und Tatabánya. Nachbargemeinden sind Epöl und Nagysáp.

## Gemeindepartnerschaft
- Bruty, Slowakei